# Провинчале Портозалво I (Вибо Валенција)
Провинчале Портозалво I је насеље у Италији у округу Вибо Валенција, региону Калабрија.
Према процени из 2011. у насељу је живело 24 становника. Насеље се налази на надморској висини од 141 м.